# Diözese Winchester
Die Diözese Winchester (lat.: Dioecesis Wintoniensis) ist eine Diözese in der Kirchenprovinz Canterbury der anglikanischen Church of England mit Sitz in Winchester. Bis zur englischen Reformation war es eine römisch-katholische Diözese.

## Geschichte

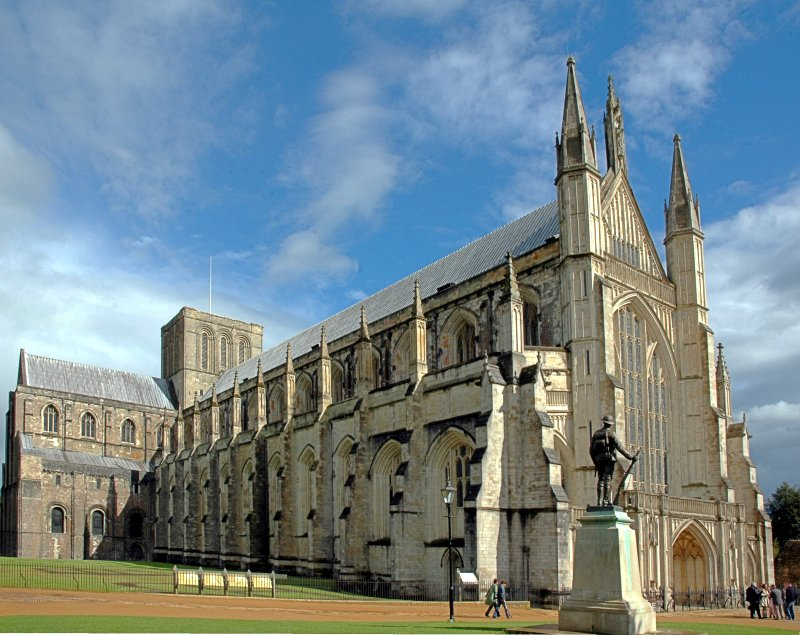
Kathedrale in Winchester

Die Diözese Winchester geht zurück auf das Bistum Dorchester, das um 650 als Bistum für das Königreich Wessex gegründet wurde. Im Jahre 660 wurde der Bischofssitz nach Winchester verlegt. Es umfasste damals ein weit größeres Gebiet als heute. Um 705 wurden der größte Teil von Dorset sowie Somerset und Devon zur Gründung des Bistums Sherborne, im Jahre 909 Berkshire und Wiltshire zur Gründung des Bistums Ramsbury abgegeben (beide später als Diözese Salisbury vereinigt). Die Diözese Winchester umfasst seitdem nur noch den größten Teil von Hampshire sowie einen Teil des östlichen Dorset. Seit dem Jahr 1500 gehören auch die Kanalinseln zur Diözese.
Der letzte römisch-katholische Bischof, John White, wurde im Jahre 1559 von Königin Elisabeth I. abgesetzt.
Das katholische Bistum Winchester war dem Erzbistum Canterbury als Suffraganbistum unterstellt.

## Struktur
Neben dem Diözesanbischof gibt es zwei Suffraganbischöfe in Basingstoke und Southampton.
Archidiakonate gibt es für Winchester sowie Southampton.
Der Bischof von Winchester gehört zu den fünf Bischöfen, die während ihrer Amtszeit einen ständigen Sitz im House of Lords haben.